# Seznam televizních seriálů vysílaných na CBS
Seznam televizních seriálů vysílaných na CBS uvádí přehled televizních seriálů, které byly premiérově uvedeny na americké stanici CBS, jež vysílá od roku 1929. Pokud byl seriál vysílán v Česku, je v samostatném sloupci uveden český distribuční název pořadu. Seznam neobsahuje všechny děťské pořady.

## Vysílané seriály

### Dramatické seriály
| Orig. název        | Český název                | Od                 | Seznam dílů |
| ------------------ | -------------------------- | ------------------ | ----------- |
| NCIS               | Námořní vyšetřovací služba | 23. září 2003      | seznam dílů |
| Blue Bloods        | Spravedlnost v krvi        | 24. září 2010      | seznam dílů |
| S.W.A.T.           | S.W.A.T.                   | 2. listopadu 2017  | seznam dílů |
| FBI                | —                          | 25. září 2018      | seznam dílů |
| FBI: Most Wanted   | —                          | 7. ledna 2020      | seznam dílů |
| The Equalizer      | —                          | 7. února 2021      | seznam dílů |
| FBI: International | —                          | 21. září 2021      | seznam dílů |
| Fire Country       | —                          | 7. října 2022      | seznam dílů |
| NCIS: Sydney       | —                          | 10. listopadu 2023 | seznam dílů |
| Tracker            | Stopař                     | 11. února 2024     | seznam dílů |
| Elsbeth            | —                          | 29. února 2024     | seznam dílů |
| Matlock            | —                          | 22. září 2024      | seznam dílů |
| NCIS: Origins      | —                          | 14. října 2024     | seznam dílů |

### Komediální seriály
| Orig. název                      | Český název | Od            | Seznam dílů |
| -------------------------------- | ----------- | ------------- | ----------- |
| The Neighborhood                 | —           | 1. října 2018 | seznam dílů |
| Ghosts                           | —           | 7. října 2021 | seznam dílů |
| Georgie & Mandy's First Marriage | —           | bude oznámeno | seznam dílů |

## Ukončené seriály

### Dramatické seriály
| Orig. název                                   | Český název                             | Od                 | Do                 | Poznámky |
| --------------------------------------------- | --------------------------------------- | ------------------ | ------------------ | --- |
| Studio One                                    | —                                       | 1948               | 1958               | |
| City Hospital                                 | —                                       | 1952               | 1953               | |
| The Public Defender                           | —                                       | 1954               | 1955               | |
| The Telltale Clue                             | —                                       | 1954               | 1954               | |
| Lassie                                        | —                                       | 1954               | 1971               | do roku 1957 běžel seriál v syndikaci a nesl název Jeff's Collie; od roku 1957 do 1964 se seriál jmenoval Timmy & Lassie; seriál byl následně v letech 1971–1973 vysílán v syndikaci |
| Climax!                                       | —                                       | 1954               | 1958               | |
| Gunsmoke                                      | —                                       | 1955               | 1975               | do roku 1961 běžel seriál v syndikaci a nesl název Marshall Dillon |
| Alfred Hitchcock Presents                     | Alfred Hitchcock uvádí                  | 1955               | 1960               | přesunuto na NBC (1960–1962) |
| Have Gun – Will Travel                        | —                                       | 1957               | 1963               | |
| Perry Mason                                   | —                                       | 1957               | 1966               | |
| Wanted Dead or Alive                          | —                                       | 1958               | 1961               | |
| Rawhide                                       | —                                       | 1959               | 1965               | |
| Hotel de Paree                                | —                                       | 1959               | 1960               | |
| The Twilight Zone                             | —                                       | 1959               | 1964               | |
| Diagnosis: Unknown                            | —                                       | 1960               | 1960               | |
| Route 66                                      | —                                       | 1960               | 1964               | |
| Window on Main Street                         | —                                       | 1961               | 1965               | |
| The Investigators                             | —                                       | 1961               | 1961               | |
| The Defenders                                 | —                                       | 1961               | 1965               | |
| The Alfred Hitchcock Hour                     | Zadáno pro Alfreda Hitchcocka           | 1962               | 1964               | přesunuto na NBC (1964–1965) |
| The Nurses                                    | —                                       | 1962               | 1965               | přejmenováno na Doctors and the Nurses |
| For the People                                | —                                       | 1965               | 1965               | |
| Our Private World                             | —                                       | 1965               | 1965               | |
| Lost in Space                                 | —                                       | 1965               | 1968               | |
| The Wild Wild West                            | —                                       | 1965               | 1969               | |
| Daktari                                       | —                                       | 1966               | 1969               | |
| Mission: Impossible                           | —                                       | 1966               | 1973               | |
| Cimarron Strip                                | —                                       | 1967               | 1968               | |
| Gentle Ben                                    | —                                       | 1967               | 1969               | |
| Mannix                                        | —                                       | 1967               | 1975               | |
| Premiere                                      | —                                       | 1968               | 1968               | |
| Hawaii Five-O                                 | —                                       | 1968               | 1980               | |
| Medical Center                                | —                                       | 1969               | 1976               | |
| Storefront Lawyers                            | —                                       | 1970               | 1971               | přejmenováno na Men at Law |
| Cannon                                        | —                                       | 1971               | 1976               | |
| Bearcats!                                     | —                                       | 1971               | 1971               | |
| Cade's County                                 | —                                       | 1971               | 1972               | |
| The Waltons                                   | —                                       | 1972               | 1981               | |
| Barnaby Jones                                 | —                                       | 1973               | 1980               | |
| The New Perry Mason                           | —                                       | 1973               | 1974               | |
| Kojak                                         | Kojak                                   | 1973               | 1978               | |
| Apple's Way                                   | —                                       | 1974               | 1975               | |
| Sons and Daughters                            | —                                       | 1974               | 1974               | |
| Planet of the Apes                            | —                                       | 1974               | 1974               | |
| Switch                                        | —                                       | 1975               | 1978               | |
| Kate McShane                                  | —                                       | 1975               | 1975               | |
| Three for the Road                            | —                                       | 1975               | 1975               | |
| The Blue Knight                               | —                                       | 1975               | 1976               | |
| Sara                                          | —                                       | 1976               | 1976               | |
| Delvecchio                                    | —                                       | 1976               | 1977               | |
| Spencer's Pilots                              | —                                       | 1976               | 1976               | |
| Executive Suite                               | —                                       | 1976               | 1977               | |
| Code R                                        | —                                       | 1977               | 1977               | |
| The Andros Targets                            | Andros zasahuje                         | 1977               | 1977               | |
| Hunter                                        | —                                       | 1977               | 1977               | |
| Nashville 99                                  | —                                       | 1977               | 1977               | |
| The Fitzpatricks                              | —                                       | 1977               | 1978               | |
| Rafferty                                      | —                                       | 1977               | 1977               | |
| Logan's Run                                   | —                                       | 1977               | 1978               | |
| The New Adventures of Wonder Woman            | —                                       | 1977               | 1979               | přesunuto z ABC (1975–1977), kde se seriál nazýval Wonder Woman |
| The Amazing Spider-Man                        | —                                       | 1977               | 1979               | |
| Lou Grant                                     | —                                       | 1977               | 1982               | |
| The Incredible Hulk                           | —                                       | 1978               | 1982               | |
| Dallas                                        | Dallas                                  | 1978               | 1991               | |
| The Paper Chase                               | —                                       | 1978               | 1979               | přesunuto na Showtime (1983–1986) |
| Kaz                                           | —                                       | 1978               | 1979               | |
| The American Girls                            | —                                       | 1978               | 1978               | |
| The White Shadow                              | —                                       | 1978               | 1981               | |
| The Dukes of Hazzard                          | —                                       | 1979               | 1985               | |
| Trapper John, M.D.                            | —                                       | 1979               | 1986               | |
| California Fever                              | —                                       | 1979               | 1979               | |
| Big Shamus, Little Shamus                     | —                                       | 1979               | 1979               | |
| Salem's Lot                                   | Prokletí Salemu                         | 1979               | 1979               | minisérie |
| Young Maverick                                | —                                       | 1979               | 1980               | |
| Knots Landing                                 | —                                       | 1979               | 1993               | |
| Paris                                         | —                                       | 1979               | 1980               | |
| Scruples                                      | —                                       | 25. února 1980     | 28. února 1980     | minisérie |
| Hagen                                         | —                                       | 1980               | 1980               | |
| Palmerstown, U.S.A.                           | —                                       | 1980               | 1981               | později přejmenováno na Palmerstown |
| Enos                                          | —                                       | 1980               | 1981               | |
| Secrets of Midland Heights                    | —                                       | 1980               | 1981               | |
| Magnum, P.I.                                  | Magnum                                  | 1980               | 1988               | |
| Riker                                         | —                                       | 1981               | 1981               | |
| Nurse                                         | —                                       | 1981               | 1982               | |
| Jessica Novak                                 | —                                       | 1981               | 1981               | |
| Shannon                                       | —                                       | 1981               | 1982               | |
| Simon & Simon                                 | —                                       | 1981               | 1988               | poslední dvě epizody byly premiérově odvysílány syndikovaně (1989) |
| Falcon Crest                                  | Síla rodu                               | 1981               | 1990               | |
| Q.E.D.                                        | —                                       | 1982               | 1982               | |
| Cagney & Lacey                                | Cagneyová a Laceyová                    | 1982               | 1988               | |
| Seven Brides for Seven Brothers               | —                                       | 1982               | 1983               | |
| Bring 'Em Back Alive                          | —                                       | 1982               | 1983               | |
| Tucker's Witch                                | —                                       | 1982               | 1983               | někdy také pojmenované The Good Witch of Laurel Canyon |
| Wizards and Warriors                          | —                                       | 1983               | 1983               | |
| The Mississippi                               | —                                       | 1983               | 1984               | |
| Zorro and Son                                 | —                                       | 1983               | 1983               | |
| Emerald Point N.A.S.                          | —                                       | 1983               | 1984               | |
| Cutter to Houston                             | —                                       | 1983               | 1983               | |
| Scarecrow and Mrs. King                       | —                                       | 1983               | 1987               | |
| Whiz Kids                                     | —                                       | 1983               | 1984               | |
| Airwolf                                       | —                                       | 1984               | 1986               | přesunuto na USA Network (1987) |
| Mickey Spillane's Mike Hammer                 | —                                       | 1984               | 1987               | přejmenováno na The New Mike Hammer |
| George Washington                             | —                                       | 8. dubna 1984      | 11. dubna 1984     | minisérie |
| Cover Up                                      | —                                       | 1984               | 1985               | |
| Murder, She Wrote                             | To je vražda, napsala                   | 1984               | 1996               | |
| Crazy Like a Fox                              | —                                       | 30. prosince 1984  | 3. května 1986     | |
| Otherworld                                    | —                                       | 1985               | 1985               | |
| Detective in the House                        | —                                       | 1985               | 1985               | |
| Space                                         | —                                       | 1985               | 1985               | minisérie |
| Hometown                                      | —                                       | 1985               | 1985               | |
| The Equalizer                                 | —                                       | 1985               | 1989               | |
| T. J. Hooker                                  | —                                       | 1985               | 1986               | přesunuto z ABC (1982–1985) |
| The Twilight Zone                             | Pásmo soumraku                          | 1985               | 1987               | v letech 1988–1989 šlo o seriál vysílaný v syndikaci |
| Bridges to Cross                              | —                                       | 1986               | 1986               | |
| The Wizard                                    | —                                       | 1986               | 1987               | |
| George Washington II: The Forging of a Nation | —                                       | 21. září 1986      | 22. září 1986      | minisérie |
| Kay O'Brien                                   | —                                       | 1986               | 1986               | |
| Downtown                                      | —                                       | 1986               | 1987               | |
| Fresno                                        | —                                       | 16. listopadu 1986 | 20. listopadu 1986 | minisérie |
| Shell Game                                    | —                                       | 1987               | 1987               | |
| I'll Take Manhattan                           | —                                       | 1987               | 1987               | minisérie |
| Spies                                         | —                                       | 1987               | 1987               | minisérie |
| Houston Knights                               | Rytíři z Houstonu                       | 1987               | 1988               | |
| CBS Summer Playhouse                          | —                                       | 12. června 1987    | 22. srpna 1989     | |
| The Oldest Rookie                             | —                                       | 1987               | 1988               | |
| Wiseguy                                       | —                                       | 1987               | 1990               | |
| Tour of Duty                                  | Četa v akci                             | 1987               | 1990               | |
| Beauty and the Beast                          | —                                       | 1987               | 1990               | |
| Jake and the Fatman                           | Jake a Tlusťoch                         | 1987               | 1992               | |
| The Law & Harry McGraw                        | —                                       | 1987               | 1988               | |
| Leg Work                                      | Detektiv v sukních                      | 1987               | 1987               | |
| Echoes in the Darkness                        | —                                       | 1. listopadu 1987  | 2. listopadu 1987  | minisérie |
| Blue Skies                                    | —                                       | 1988               | 1988               | |
| Paradise                                      | —                                       | 1988               | 1991               | přejmenováno na Guns of Paradise |
| Dirty Dancing                                 | —                                       | 1988               | 1989               | |
| Almost Grown                                  | —                                       | 1988               | 1989               | |
| Lonesome Dove                                 | —                                       | 5. února 1989      | 8. února 1989      | minisérie |
| TV 101                                        | —                                       | 1988               | 1989               | |
| Dolphin Cove                                  | —                                       | 1989               | 1989               | |
| Hard Time on Planet Earth                     | —                                       | 1989               | 1989               | |
| Jesse Hawkes                                  | —                                       | 1989               | 1989               | |
| Rescue 911                                    | —                                       | 18. dubna 1989     | 27. srpna 1996     | |
| Wolf                                          | —                                       | 1989               | 1990               | |
| Island Son                                    | —                                       | 1989               | 1990               | |
| Peaceable Kingdom                             | —                                       | 1989               | 1990               | |
| Top of the Hill                               | —                                       | 1989               | 1989               | |
| Snoops                                        | —                                       | 1989               | 1990               | |
| Max Monroe: Loose Cannon                      | —                                       | 1990               | 1990               | |
| Grand Slam                                    | —                                       | 1990               | 1990               | |
| The Bradys                                    | —                                       | 1990               | 1990               | |
| Northern Exposure                             | Zapadákov                               | 1990               | 1995               | |
| E.A.R.T.H. Force                              | —                                       | 1990               | 1990               | |
| The Trials of Rosie O'Neill                   | —                                       | 1990               | 1992               | |
| The Flash                                     | Blesk                                   | 1990               | 1991               | |
| WIOU                                          | —                                       | 1990               | 1991               | |
| Over My Dead Body                             | —                                       | 1990               | 1991               | |
| Broken Badges                                 | —                                       | 1990               | 1991               | |
| Sons and Daughters                            | —                                       | 1991               | 1991               | |
| The Antagonists                               | —                                       | 1991               | 1991               | |
| Dark Justice                                  | Temná spravedlnost                      | 1991               | 1993               | |
| Tropical Heat                                 | Vražedné pobřeží                        | 1991               | 1993               | kanadský seriál |
| Golden Years                                  | —                                       | 1991               | 1991               | minisérie |
| P.S. I Luv U                                  | —                                       | 1991               | 1992               | |
| Palace Guard                                  | —                                       | 1991               | 1991               | |
| Silk Stalkings                                | Policie z Palm Beach                    | 1991               | 1993               | přesunuto z USA Network (1993–1999) |
| Sinatra                                       | —                                       | 8. listopadu 1992  | 8. listopadu 1992  | minisérie |
| Hearts Are Wild                               | —                                       | 1992               | 1992               | |
| Tequila and Bonetti                           | Tequila a Bonetti                       | 1992               | 1992               | |
| The Human Factor                              | —                                       | 1992               | 1992               | |
| Raven                                         | —                                       | 1992               | 1993               | |
| 2000 Malibu Road                              | —                                       | 1992               | 1992               | |
| Middle Ages                                   | —                                       | 1992               | 1992               | |
| Angel Street                                  | —                                       | 1992               | 1992               | |
| The Hat Squad                                 | Muži v klobouku                         | 1992               | 1993               | |
| Picket Fences                                 | —                                       | 1992               | 1996               | |
| In the Heat of the Night                      | —                                       | 1992               | 1995               | přesunuto z NBC (1988–1992) |
| Dr. Quinn, Medicine Woman                     | Doktorka Quinnová                       | 1993               | 1998               | |
| Walker, Texas Ranger                          | Walker, Texas Ranger                    | 1993               | 2001               | |
| Angel Falls                                   | —                                       | 1993               | 1993               | |
| Harts of the West                             | —                                       | 1993               | 1994               | |
| Diagnosis: Murder                             | Diagnóza vražda                         | 1993               | 2001               | |
| South of Sunset                               | —                                       | 1993               | 1993               | poslední čtyři epizody byly premiérově odvysílány na VH1 (1993) |
| Return to Lonesome Dove                       | —                                       | 14. listopadu 1993 | 17. listopadu 1993 | minisérie |
| Second Chances                                | —                                       | 1993               | 1994               | |
| The Road Home                                 | —                                       | 1994               | 1994               | |
| Christy                                       | —                                       | 3. dubna 1994      | 2. srpna 1995      | |
| One West Waikiki                              | Stíny nad Waikiki                       | 1994               | 1995               | |
| Under Suspicion                               | —                                       | 1994               | 1995               | |
| Chicago Hope                                  | Nemocnice Chicago Hope                  | 1994               | 2000               | |
| Touched by an Angel                           | Dotek anděla                            | 1994               | 2003               | |
| Under One Roof                                | —                                       | 1995               | 1995               | |
| Central Park West                             | —                                       | 1995               | 1996               | |
| Courthouse                                    | —                                       | 1995               | 1995               | |
| The Client                                    | —                                       | 1995               | 1996               | |
| American Gothic                               | Tajemný příběh z Ameriky                | 1995               | 1996               | |
| New York News                                 | —                                       | 1995               | 1995               | |
| Nash Bridges                                  | Detektiv Nash Bridges                   | 1996               | 2001               | |
| Promised Land                                 | —                                       | 1996               | 1999               | |
| Moloney                                       | —                                       | 1996               | 1997               | |
| Mr. & Mrs. Smith                              | Pan a paní Smithovi                     | 1996               | 1996               | |
| Early Edition                                 | Předčasné vydání                        | 1996               | 2000               | |
| EZ Streets                                    | Jilmová ulice                           | 1996               | 1997               | |
| Titanic                                       | —                                       | 17. listopadu 1996 | 19. listopadu 1996 | minisérie |
| JAG                                           | JAG                                     | 1997               | 2005               | přesunuto z NBC (1995–1996) |
| Orleans                                       | —                                       | 1997               | 1997               | |
| Feds                                          | —                                       | 1997               | 1997               | |
| The Last Don                                  | —                                       | 11. května 1997    | 14. května 1997    | minisérie |
| Brooklyn South                                | —                                       | 1997               | 1998               | |
| Dellaventura                                  | —                                       | 1997               | 1998               | |
| The Magnificent Seven                         | Sedm statečných                         | 1998               | 2000               | |
| L.A. Doctors                                  | Doktoři z L. A.                         | 1998               | 1999               | |
| Buddy Faro                                    | Detektiv Buddy Faro                     | 1998               | 1998               | |
| Martial Law                                   | Martial Law – Stav ohrožení             | 1998               | 2000               | |
| To Have & to Hold                             | —                                       | 1998               | 1998               | |
| Sons of Thunder                               | —                                       | 1999               | 1999               | |
| Turks                                         | —                                       | 1999               | 1999               | |
| Judging Amy                                   | Soudkyně Amy                            | 1999               | 2005               | |
| Family Law                                    | Rodinné právo                           | 1999               | 2002               | |
| Now and Again                                 | Znovu na světě                          | 1999               | 2000               | |
| City of Angels                                | —                                       | 2000               | 2000               | |
| That's Life                                   | Takový je život                         | 2000               | 2002               | |
| CSI: Crime Scene Investigation                | Kriminálka Las Vegas                    | 2000               | 2015               | |
| The Fugitive                                  | Uprchlík                                | 2000               | 2001               | |
| The District                                  | Policejní okrsek                        | 2000               | 2004               | |
| Kate Brasher                                  | —                                       | 2001               | 2001               | |
| Big Apple                                     | —                                       | 2001               | 2001               | |
| Wolf Lake                                     | —                                       | 2001               | 2001               | poslední čtyři epizody byly premiérově odvysílány na UPN (2002) |
| The Education of Max Bickford                 | —                                       | 2001               | 2002               | |
| The Guardian                                  | Ten, kdo tě chrání                      | 2001               | 2004               | |
| The Agency                                    | V tajných službách                      | 2001               | 2003               | |
| Citizen Baines                                | —                                       | 2001               | 2001               | |
| First Monday                                  | První pondělí                           | 2002               | 2002               | |
| CSI: Miami                                    | Kriminálka Miami                        | 2002               | 2012               | |
| Presidio Med                                  | Nemocnice Presidio                      | 2002               | 2003               | |
| Without a Trace                               | Beze stopy                              | 2002               | 2009               | |
| Hack                                          | Taxík                                   | 2002               | 2004               | |
| Robbery Homicide Division                     | Oddělení loupeží a vražd                | 2002               | 2002               | poslední tři epizody byly premiérově odvysílány na USA Network (2003) |
| Queens Supreme                                | —                                       | 2003               | 2003               | |
| The Brotherhood of Poland, New Hampshire      | —                                       | 2003               | 2003               | |
| Joan of Arcadia                               | Joan z Arkádie                          | 2003               | 2005               | |
| Cold Case                                     | Odložené případy                        | 2003               | 2010               | |
| Century City                                  | —                                       | 2004               | 2004               | posledních pět epizod bylo premiérově odvysíláno na Universal HD (2004–2005) |
| CSI: NY                                       | Kriminálka New York                     | 2004               | 2013               | |
| Dr. Vegas                                     | —                                       | 2004               | 2004               | |
| Clubhouse                                     | —                                       | 2004               | 2004               | posledních šest epizod bylo premiérově odvysíláno na HDNet (2005) |
| Numbers                                       | Vražedná čísla                          | 2005               | 2010               | |
| Elvis                                         | —                                       | 2005               | 2005               | minisérie |
| Threshold                                     | —                                       | 2005               | 2005               | poslední čtyři epizod byly premiérově odvysílány na Sky 1 (2006) |
| Criminal Minds                                | Myšlenky zločince                       | 22. září 2005      | 19. února 2020     | |
| Ghost Whisperer                               | Posel ztracených duší                   | 2005               | 2010               | |
| Close to Home                                 | Zločiny ze sousedství                   | 2005               | 2007               | |
| Love Monkey                                   | Love Monkey – Hoch se zlatým uchem      | 17. ledna 2006     | 7. února 2006      | |
| The Unit                                      | Jednotka zvláštního určení              | 2006               | 2009               | |
| Smith                                         | —                                       | 2006               | 2006               | |
| Jericho                                       | —                                       | 2006               | 2008               | |
| Shark                                         | Žralok                                  | 2006               | 2008               | |
| 3 lbs                                         | 3 libry                                 | 2006               | 2006               | |
| Cane                                          | —                                       | 2007               | 2007               | |
| Moonlight                                     | Za svitu měsíce                         | 2007               | 2008               | |
| Viva Laughlin                                 | —                                       | 2007               | 2007               | |
| Comanche Moon                                 | —                                       | 13. ledna 2008     | 16. ledna 2008     | minisérie |
| Swingtown                                     | —                                       | 2008               | 2008               | |
| The Mentalist                                 | Mentalista                              | 2008               | 2015               | |
| The Ex List                                   | Seznam ex                               | 2008               | 2008               | |
| Eleventh Hour                                 | —                                       | 2008               | 2009               | |
| Harper's Island                               | Ostrov smrti                            | 2009               | 2009               | |
| NCIS: Los Angeles                             | Námořní vyšetřovací služba L. A.        | 22. září 2009      | 21. května 2023    | |
| The Good Wife                                 | Dobrá manželka                          | 2009               | 2016               | |
| Medium                                        | Médium                                  | 2009               | 2011               | přesunuto z NBC (2005–2009) |
| Three Rivers                                  | Transplantační jednotka                 | 2009               | 2010               | |
| Miami Medical                                 | Pohotovost Miam                         | 2010               | 2010               | |
| Hawaii Five-0                                 | Hawaii 5-0                              | 20. září 2010      | 3. dubna 2020      | |
| The Defenders                                 | Obhájci                                 | 2010               | 2011               | |
| Criminal Minds: Suspect Behavior              | Myšlenky zločince: Chování podezřelých  | 2011               | 2011               | |
| Chaos                                         | —                                       | 2011               | 2011               | |
| Unforgettable                                 | Vzpomínky                               | 2011               | 2014               | přesunuto na A&E (2015–2016) |
| Person of Interest                            | Lovci zločinců                          | 2011               | 2016               | |
| A Gifted Man                                  | Muž s posláním                          | 2011               | 2012               | |
| NYC 22                                        | Okrsek 22                               | 2012               | 2012               | |
| Vegas                                         | —                                       | 2012               | 2013               | |
| Elementary                                    | Sherlock Holmes: Jak prosté             | 27. září 2012      | 15. srpna 2019     | |
| Made in Jersey                                | —                                       | 2012               | 2012               | |
| Golden Boy                                    | Policajt z New Yorku                    | 2013               | 2013               | |
| Under the Dome                                | Pod kupolí                              | 2013               | 2015               | |
| Hostages                                      | —                                       | 2013               | 2014               | |
| Intelligence                                  | Inteligence                             | 2014               | 2014               | |
| Reckless                                      | Bezohlední                              | 2014               | 2014               | |
| Extant                                        | Extant                                  | 2014               | 2015               | |
| Madam Secretary                               | Paní ministryně                         | 21. září 2014      | 8. prosince 2019   | |
| Scorpion                                      | Tým Škorpion                            | 2014               | 2018               | |
| NCIS: New Orleans                             | Námořní vyšetřovací služba: New Orleans | 23. září 2014      | 23. května 2021    | |
| Stalker                                       | Stalker                                 | 2014               | 2015               | |
| Battle Creek                                  | Policie Battle Creek                    | 2015               | 2015               | |
| CSI: Cyber                                    | Kriminálka: Oddělení kybernetiky        | 2015               | 2016               | |
| Zoo                                           | Zoo                                     | 2015               | 2017               | |
| Limitless                                     | Všemocný                                | 2015               | 2016               | |
| Code Black                                    | —                                       | 2015               | 2018               | |
| Supergirl                                     | —                                       | 2015               | 2016               | přesunuto na The CW (2016–2021) |
| Criminal Minds: Beyond Borders                | Myšlenky zločince: Za hranicemi         | 2016               | 2017               | |
| Rush Hour                                     | Křižovatka smrti                        | 2016               | 2016               | |
| BrainDead                                     | —                                       | 2016               | 2016               | |
| American Gothic                               | —                                       | 2016               | 2016               | |
| Bull                                          | —                                       | 20. září 2016      | 26. května 2022    | |
| MacGyver                                      | —                                       | 23. září 2016      | 30. dubna 2021     | |
| Pure Genius                                   | —                                       | 2016               | 2017               | |
| Ransom                                        | Výkupné                                 | 2017               | 2019               | |
| Training Day                                  | Training Day                            | 2017               | 2017               | |
| Doubt                                         | —                                       | 2017               | 2017               | |
| Salvation                                     | —                                       | 2017               | 2018               | |
| SEAL Team                                     | Tým SEAL                                | 27. září 2017      | 31. října 2021     | Přesunuto na Paramount+ (od 2021) |
| Wisdom of the Crowd                           | —                                       | 2017               | 2018               | |
| Instinct                                      | —                                       | 18. března 2018    | 25. srpna 2019     | |
| Magnum P.I.                                   | —                                       | 24. září 2018      | 6. května 2022     | Přesunuto na NBC |
| God Friended Me                               | —                                       | 30. září 2018      | 26. dubna 2020     | |
| Blood & Treasure                              | Lovci prokletých pokladů                | 21. května 2019    | 6. srpna 2019      | Přesunuto na Paramount+ |
| The Code                                      | —                                       | 9. dubna 2019      | 2019               | |
| The Red Line                                  | —                                       | 2019               | 2019               | |
| All Rise                                      | —                                       | 23. září 2019      | 24. května 2021    | Přesunuto na Oprah Winfrey Network |
| Evil                                          | —                                       | 26. září 2019      | 30. ledna 2020     | Přesunuto na Paramount+ (od 2021) |
| Tommy                                         | —                                       | 6. února 2020      | 7. května 2020     | |
| Manhunt: Deadly Games                         | —                                       | 21. září 2021      | 7. listopadu 2021  | |
| Clarice                                       | —                                       | 11. února 2021     | 24. června 2021    | |
| NCIS: Hawaiʻi                                 | —                                       | 20. září 2021      | 6. května 2024     | |
| CSI: Vegas                                    | —                                       | 6. října 2021      | 19. května 2024    | |
| Good Sam                                      | —                                       | 5. ledna 2022      | 4. května 2022     | |
| So Help Me Todd                               | —                                       | 29. září 2022      | 16. května 2024    | |
| East New York                                 | —                                       | 2. října 2022      | 14. května 2023    | |
| True Lies                                     | —                                       | 1. března 2023     | 14. května 2023    | |

### Komediální seriály
| Orig. název                            | Český název                  | Od                               | Do                                | Poznámky                                                              |
| -------------------------------------- | ---------------------------- | -------------------------------- | --------------------------------- | --------------------------------------------------------------------- |
| Mary Kay and Johnny                    | —                            | 1949                             | 1949                              | přesunuto z DuMont (1947–1948) přesunuto na NBC (1948–1950)           |
| Detective's Wife                       | —                            | 1950                             | 1950                              |                                                                       |
| The George Burns and Gracie Allen Show | —                            | 1950                             | 1958                              |                                                                       |
| The Jack Benny Program                 | —                            | 1950                             | 1964                              | přesunuto na NBC (1964–1965)                                          |
| I Love Lucy                            | —                            | 1951                             | 1957                              |                                                                       |
| My Little Margie                       | —                            | 1952                             | 1953                              | přesunuto na NBC (1953–1955)                                          |
| Willy                                  | —                            | 1954                             | 1955                              |                                                                       |
| Father Knows Best                      | —                            | 1954                             | 1960                              | v letech 1955–1958 byl seriál přesunut na NBC                         |
| December Bride                         | —                            | 1954                             | 1959                              |                                                                       |
| It's Always Jan                        | —                            | 1955                             | 1956                              |                                                                       |
| The Phil Silvers Show                  | —                            | 1955                             | 1959                              |                                                                       |
| The Honeymooners                       | —                            | 1955                             | 1956                              |                                                                       |
| Hey, Jeannie!                          | —                            | 1956                             | 1957                              | Vysíláno v syndikaci, přejmenováno na The Jeannie Carson Show         |
| Mr. Adams and Eve                      | —                            | 1957                             | 1958                              |                                                                       |
| The Eve Arden Show                     | —                            | 1957                             | 1958                              |                                                                       |
| Leave It to Beaver                     | —                            | 1957                             | 1958                              | přesunuto na ABC (1958–1953)                                          |
| The Danny Thomas Show                  | —                            | 1957                             | 1964                              | přesunuto z ABC (1953–1957)                                           |
| The Lucy–Desi Comedy Hour              | —                            | 1957                             | 1960                              |                                                                       |
| Hennesey                               | —                            | 1959                             | 1962                              |                                                                       |
| The Many Loves of Dobie Gillis         | —                            | 1959                             | 1963                              |                                                                       |
| The Betty Hutton Show                  | —                            | 1959                             | 1960                              |                                                                       |
| Dennis the Menace                      | —                            | 1959                             | 1963                              |                                                                       |
| New Comedy Showcase                    | —                            | 1. srpna 1960                    | 19. září 1960                     |                                                                       |
| The Comedy Spot                        | —                            | 28. června 1960                  | 18. září 1962                     |                                                                       |
| Pete and Gladys                        | —                            | 1960                             | 1962                              |                                                                       |
| The Tom Ewell Show                     | —                            | 1960                             | 1961                              |                                                                       |
| The Andy Griffith Show                 | —                            | 1960                             | 1968                              |                                                                       |
| My Sister Eileen                       | —                            | 1960                             | 1961                              |                                                                       |
| Angel                                  | —                            | 1960                             | 1961                              |                                                                       |
| Bringing Up Buddy                      | —                            | 1960                             | 1961                              |                                                                       |
| Ichabod and Me                         | —                            | 1961                             | 1962                              |                                                                       |
| Father of the Bride                    | —                            | 29. září 1961                    | 14. září 1962                     |                                                                       |
| Mister Ed                              | —                            | 1961                             | 1966                              | v roce 1961 šlo o seriál vysílaný v syndikaci                         |
| The Dick Van Dyke Show                 | —                            | 1961                             | 1966                              |                                                                       |
| Oh! Those Bells                        | —                            | 1962                             | 1962                              |                                                                       |
| The Beverly Hillbillies                | —                            | 1962                             | 1971                              |                                                                       |
| The Lucy Show                          | —                            | 1962                             | 1968                              |                                                                       |
| Vacation Playhouse                     | —                            | 22. července 1963                | 28. srpna 1967                    |                                                                       |
| Petticoat Junction                     | —                            | 1963                             | 1970                              |                                                                       |
| The New Phil Silvers Show              | —                            | 1963                             | 1964                              |                                                                       |
| My Favorite Martian                    | —                            | 1963                             | 1966                              |                                                                       |
| The Cara Williams Show                 | —                            | 1964                             | 1965                              |                                                                       |
| The Munsters                           | —                            | 1964                             | 1966                              |                                                                       |
| Gomer Pyle, U.S.M.C.                   | —                            | 1964                             | 1969                              |                                                                       |
| Gilligan's Island                      | —                            | 1964                             | 1967                              |                                                                       |
| My Living Doll                         | —                            | 1964                             | 1965                              |                                                                       |
| Hazel                                  | —                            | 1965                             | 1966                              | přesunuto z NBC (1961–1965)                                           |
| Green Acres                            | —                            | 1965                             | 1971                              |                                                                       |
| My Three Sons                          | —                            | 1965                             | 1972                              | přesunuto z ABC (1960–1965)                                           |
| Hogan's Heroes                         | —                            | 1965                             | 1971                              |                                                                       |
| The Smothers Brothers Show             | —                            | 1965                             | 1966                              |                                                                       |
| It's About Time                        | —                            | 1966                             | 1967                              |                                                                       |
| Family Affair                          | —                            | 1966                             | 1967                              |                                                                       |
| Mr. Terrific                           | —                            | 1967                             | 1967                              |                                                                       |
| Good Morning World                     | —                            | 1967                             | 1968                              |                                                                       |
| He & She                               | —                            | 1967                             | 1968                              |                                                                       |
| Here's Lucy                            | —                            | 1968                             | 1974                              |                                                                       |
| Mayberry R.F.D.                        | —                            | 1968                             | 1971                              |                                                                       |
| The Good Guys                          | —                            | 1968                             | 1970                              |                                                                       |
| Blondie                                | —                            | 26. září 1968                    | 9. ledna 1969                     |                                                                       |
| The Doris Day Show                     | —                            | 1968                             | 1973                              |                                                                       |
| The Queen & I                          | —                            | 1969                             | 1969                              |                                                                       |
| The Governor & J.J.                    | —                            | 1969                             | 1970                              |                                                                       |
| Get Smart                              | —                            | 1969                             | 1970                              | přesunuto z NBC (1965–1969)                                           |
| To Rome with Love                      | —                            | 1969                             | 1971                              |                                                                       |
| The Tim Conway Show                    | —                            | 1970                             | 1970                              |                                                                       |
| Arnie                                  | —                            | 1970                             | 1972                              |                                                                       |
| The Mary Tyler Moore Show              | —                            | 1970                             | 1977                              | dříve pojmenové jako Mary Tyler Moore                                 |
| The New Andy Griffith Show             | —                            | 1971                             | 1971                              |                                                                       |
| All in the Family                      | —                            | 1971                             | 1979                              |                                                                       |
| Comedy Playhouse                       | —                            | 1. srpna 1971                    | 5. září 1971                      |                                                                       |
| The Chicago Teddy Bears                | —                            | 1971                             | 1971                              |                                                                       |
| The New Dick Van Dyke Show             | —                            | 1971                             | 1974                              |                                                                       |
| Funny Face                             | —                            | 1971                             | 1971                              |                                                                       |
| Me and the Chimp                       | —                            | 1972                             | 1972                              |                                                                       |
| The New Bill Cosby Show                | —                            | 1972                             | 1973                              |                                                                       |
| Maude                                  | —                            | 1972                             | 1978                              |                                                                       |
| The Bob Newhart Show                   | —                            | 1972                             | 1978                              |                                                                       |
| Bridget Loves Bernie                   | —                            | 1972                             | 1973                              |                                                                       |
| M*A*S*H                                | M*A*S*H                      | 1972                             | 1983                              |                                                                       |
| The Sandy Duncan Show                  | —                            | 1972                             | 1972                              |                                                                       |
| Anna and the King                      | —                            | 1972                             | 1972                              |                                                                       |
| Calucci's Department                   | —                            | 1973                             | 1973                              |                                                                       |
| Roll Out                               | —                            | 1973                             | 1974                              |                                                                       |
| Good Times (seriál, 1974)              | —                            | 1974                             | 1979                              |                                                                       |
| Rhoda                                  | —                            | 1974                             | 1978                              |                                                                       |
| Friends and Lovers                     | —                            | 1974                             | 1975                              |                                                                       |
| The Jeffersons                         | —                            | 1975                             | 1985                              |                                                                       |
| Joe and Sons                           | —                            | 1975                             | 1976                              |                                                                       |
| Big Eddie                              | —                            | 1975                             | 1975                              |                                                                       |
| Phyllis                                | —                            | 1975                             | 1977                              |                                                                       |
| Doc                                    | —                            | 1975                             | 1976                              |                                                                       |
| One Day at a Time                      | —                            | 1975                             | 1984                              |                                                                       |
| Popi (seriál)                          | —                            | 1976                             | 1976                              |                                                                       |
| Alice                                  | —                            | 1976                             | 1985                              |                                                                       |
| All's Fair                             | —                            | 1976                             | 1977                              |                                                                       |
| Ball Four                              | —                            | 1976                             | 1976                              |                                                                       |
| Busting Loose                          | —                            | 1977                             | 1977                              |                                                                       |
| Loves Me, Loves Me Not                 | —                            | 1977                             | 1977                              |                                                                       |
| Szysznyk                               | —                            | 1977                             | 1978                              |                                                                       |
| A Year at the Top                      | —                            | 1977                             | 1977                              |                                                                       |
| The Betty White Show                   | —                            | 1977                             | 1978                              |                                                                       |
| The Tony Randall Show                  | —                            | 1977                             | 1978                              | přesunuto z ABC (1976–1977)                                           |
| We've Got Each Other                   | —                            | 1977                             | 1978                              |                                                                       |
| On Our Own                             | —                            | 1977                             | 1978                              |                                                                       |
| Baby, I'm Back                         | —                            | 1978                             | 1978                              |                                                                       |
| Husbands, Wives & Lovers               | —                            | 1978                             | 1978                              |                                                                       |
| Another Day                            | —                            | 1978                             | 1978                              |                                                                       |
| The Ted Knight Show                    | —                            | 1978                             | 1978                              |                                                                       |
| Flying High                            | —                            | 1978                             | 1978                              |                                                                       |
| WKRP in Cincinnati                     | —                            | 1978                             | 1982                              |                                                                       |
| In the Beginning                       | —                            | 1978                             | 1978                              |                                                                       |
| Billy                                  | —                            | 1979                             | 1979                              |                                                                       |
| Flatbush                               | —                            | 1979                             | 1979                              |                                                                       |
| The Bad News Bears                     | —                            | 1979                             | 1980                              |                                                                       |
| Hanging In                             | —                            | 1979                             | 1980                              |                                                                       |
| Working Stiffs                         | —                            | 1979                             | 1979                              |                                                                       |
| The Last Resort                        | —                            | 1979                             | 1980                              |                                                                       |
| Struck by Lightning                    | —                            | 1979                             | 1979                              |                                                                       |
| Archie Bunker's Place                  | —                            | 1979                             | 1983                              |                                                                       |
| House Calls                            | —                            | 1979                             | 1982                              |                                                                       |
| Flo                                    | —                            | 1980                             | 1981                              |                                                                       |
| Ladies' Man                            | —                            | 1980                             | 1981                              |                                                                       |
| Private Benjamin                       | —                            | 1981                             | 1983                              |                                                                       |
| The Two of Us                          | —                            | 1981                             | 1982                              |                                                                       |
| Checking In                            | —                            | 1981                             | 1981                              |                                                                       |
| Park Place                             | —                            | 1981                             | 1981                              |                                                                       |
| Mr. Merlin                             | —                            | 1981                             | 1982                              |                                                                       |
| Making the Grade                       | —                            | 1982                             | 1982                              |                                                                       |
| Report to Murphy                       | —                            | 1982                             | 1982                              |                                                                       |
| Filthy Rich                            | —                            | 1982                             | 1983                              |                                                                       |
| Gloria                                 | —                            | 1982                             | 1983                              |                                                                       |
| Square Pegs                            | —                            | 1982                             | 1983                              |                                                                       |
| Newhart                                | —                            | 1982                             | 1990                              |                                                                       |
| Ace Crawford, Private Eye              | —                            | 1983                             | 1983                              |                                                                       |
| Gun Shy                                | —                            | 1983                             | 1983                              |                                                                       |
| Goodnight, Beantown                    | —                            | 1983                             | 1984                              |                                                                       |
| AfterMASH                              | M*A*S*H – Co bylo potom      | 1983                             | 1985                              |                                                                       |
| Domestic Life                          | —                            | 1984                             | 1984                              |                                                                       |
| Empire                                 | —                            | 1984                             | 1984                              |                                                                       |
| Suzanne Pleshette Is Maggie Briggs     | —                            | 1984                             | 1984                              |                                                                       |
| Mama Malone                            | —                            | 1984                             | 1984                              |                                                                       |
| Kate & Allie                           | —                            | 1984                             | 1989                              |                                                                       |
| E/R                                    | —                            | 1984                             | 1985                              |                                                                       |
| Charles in Charge                      | —                            | 1984                             | 1985                              | obnoveno pro syndikaci v letech 1987–1990                             |
| Dreams                                 | —                            | 1984                             | 1984                              |                                                                       |
| The Lucie Arnaz Show                   | —                            | 1985                             | 1986                              |                                                                       |
| Charlie & Co.                          | —                            | 1985                             | 1986                              |                                                                       |
| George Burns Comedy Week               | —                            | 1985                             | 1985                              |                                                                       |
| Stir Crazy                             | —                            | 1985                             | 1986                              |                                                                       |
| Foley Square                           | —                            | 1985                             | 1986                              |                                                                       |
| Mary                                   | —                            | 1985                             | 1986                              |                                                                       |
| Fast Times                             | —                            | 1986                             | 1986                              |                                                                       |
| Tough Cookies                          | —                            | 1986                             | 1986                              |                                                                       |
| Leo & Liz in Beverly Hills             | —                            | 1986                             | 1986                              |                                                                       |
| Nothing Is Easy                        | —                            | 1986                             | 1987                              | dřívější název Together We Stand                                      |
| Designing Women                        | —                            | 1986                             | 1993                              |                                                                       |
| Better Days                            | —                            | 1986                             | 1986                              |                                                                       |
| My Sister Sam                          | —                            | 1986                             | 1988                              |                                                                       |
| The Cavanaughs                         | —                            | 1986                             | 1989                              |                                                                       |
| The Popcorn Kid                        | —                            | 1987                             | 1987                              |                                                                       |
| Roxie                                  | —                            | 1987                             | 1987                              |                                                                       |
| Take Five                              | —                            | 1987                             | 1987                              |                                                                       |
| Frank's Place                          | —                            | 1987                             | 1988                              |                                                                       |
| Everything's Relative                  | —                            | 1987                             | 1987                              |                                                                       |
| Eisenhower and Lutz                    | —                            | 1988                             | 1988                              |                                                                       |
| Coming of Age                          | —                            | 1988                             | 1988                              |                                                                       |
| Trial and Error                        | —                            | 1988                             | 1988                              |                                                                       |
| Annie McGuire                          | —                            | 1988                             | 1988                              |                                                                       |
| The Van Dyke Show                      | —                            | 1988                             | 1988                              |                                                                       |
| Raising Miranda                        | —                            | 1988                             | 1988                              |                                                                       |
| Murphy Brown                           | Murphy Brownová              | 14. listopadu 1988 27. září 2018 | 18. května 1998 20. prosince 2018 |                                                                       |
| Heartland                              | —                            | 1989                             | 1989                              |                                                                       |
| Live-In                                | —                            | 1989                             | 1989                              |                                                                       |
| Doctor Doctor                          | —                            | 1989                             | 1991                              |                                                                       |
| Major Dad                              | —                            | 1989                             | 1993                              |                                                                       |
| The Famous Teddy Z                     | —                            | 1989                             | 1990                              |                                                                       |
| The People Next Door                   | —                            | 1989                             | 1989                              |                                                                       |
| City                                   | —                            | 1990                             | 1990                              |                                                                       |
| His & Hers                             | —                            | 1990                             | 1990                              |                                                                       |
| Normal Life                            | —                            | 1990                             | 1990                              |                                                                       |
| Sydney                                 | —                            | 1990                             | 1990                              |                                                                       |
| Bagdad Cafe                            | —                            | 1990                             | 1991                              |                                                                       |
| Sugar and Spice                        | —                            | 1990                             | 1990                              |                                                                       |
| Lenny                                  | —                            | 1990                             | 1991                              |                                                                       |
| Uncle Buck                             | —                            | 1990                             | 1991                              |                                                                       |
| The Family Man                         | —                            | 1990                             | 1991                              |                                                                       |
| The Hogan Family                       | —                            | 1990                             | 1991                              | přesunuto z NBC (1986–1990) dřívější název Valerie a Valerie's Family |
| Evening Shade                          | Městečko Evening Shade       | 1990                             | 1994                              |                                                                       |
| You Take the Kids                      | —                            | 1990                             | 1991                              |                                                                       |
| Sunday Dinner                          | —                            | 1991                             | 1991                              |                                                                       |
| Good Sports                            | —                            | 1991                             | 1991                              |                                                                       |
| The Royal Family                       | —                            | 1991                             | 1992                              |                                                                       |
| Teech                                  | —                            | 1991                             | 1991                              |                                                                       |
| Brooklyn Bridge                        | —                            | 1991                             | 1993                              |                                                                       |
| Princesses                             | —                            | 1991                             | 1991                              |                                                                       |
| Grapevine                              | —                            | 1992                             | 1992                              |                                                                       |
| Frannie's Turn                         | —                            | 1992                             | 1992                              |                                                                       |
| Hearts Afire                           | —                            | 1992                             | 1995                              |                                                                       |
| Bob                                    | —                            | 1992                             | 1993                              |                                                                       |
| The Golden Palace                      | —                            | 1992                             | 1993                              |                                                                       |
| Love & War                             | —                            | 1992                             | 1995                              |                                                                       |
| Good Advice                            | —                            | 1993                             | 1994                              |                                                                       |
| A League of Their Own                  | —                            | 1993                             | 1993                              |                                                                       |
| Dudley                                 | —                            | 1993                             | 1993                              |                                                                       |
| The Boys                               | —                            | 1993                             | 1993                              |                                                                       |
| The Building                           | —                            | 1993                             | 1993                              |                                                                       |
| The Trouble with Larry                 | —                            | 1993                             | 1993                              |                                                                       |
| It Had to Be You                       | —                            | 1993                             | 1993                              |                                                                       |
| Dave's World                           | —                            | 1993                             | 1997                              |                                                                       |
| Family Album                           | —                            | 1993                             | 1993                              |                                                                       |
| The Nanny                              | Chůva k pohledání            | 1993                             | 1999                              |                                                                       |
| Tom                                    | —                            | 1994                             | 1994                              |                                                                       |
| 704 Hauser                             | —                            | 1994                             | 1994                              |                                                                       |
| Muddling Through                       | —                            | 1994                             | 1994                              |                                                                       |
| The Boys Are Back                      | —                            | 1994                             | 1995                              |                                                                       |
| Daddy's Girls                          | Tátovy holky                 | 1994                             | 1994                              |                                                                       |
| The 5 Mrs. Buchanans                   | —                            | 1994                             | 1995                              |                                                                       |
| Cybill                                 | —                            | 1995                             | 1998                              |                                                                       |
| Double Rush                            | —                            | 1995                             | 1995                              |                                                                       |
| Women of the House                     | —                            | 1995                             | 1995                              | poslední 4 díly byly vysílany na Lifetime (1995)                      |
| The George Wendt Show                  | —                            | 1995                             | 1995                              |                                                                       |
| Bless This House                       | —                            | 1995                             | 1996                              |                                                                       |
| Almost Perfect                         | Skoro dokonalá               | 1995                             | 1996                              |                                                                       |
| Can't Hurry Love                       | —                            | 1995                             | 1996                              |                                                                       |
| If Not for You                         | —                            | 1995                             | 1995                              |                                                                       |
| The Bonnie Hunt Show                   | —                            | 1995                             | 1996                              |                                                                       |
| High Society                           | —                            | 1995                             | 1996                              |                                                                       |
| Everybody Loves Raymond                | Raymonda má každý rád        | 1996                             | 2005                              |                                                                       |
| Cosby                                  | —                            | 1996                             | 2000                              |                                                                       |
| Pearl                                  | —                            | 1996                             | 1997                              |                                                                       |
| Ink                                    | —                            | 1996                             | 1997                              |                                                                       |
| Temporarily Yours                      | —                            | 1997                             | 1997                              |                                                                       |
| George and Leo                         | —                            | 1997                             | 1998                              |                                                                       |
| The Gregory Hines Show                 | —                            | 1997                             | 1998                              |                                                                       |
| Family Matters                         | —                            | 1997                             | 1998                              | přesunuto z ABC (1989–1997)                                           |
| Meego                                  | Migo                         | 1997                             | 1997                              |                                                                       |
| Step by Step                           | Krok za krokem               | 1997                             | 1998                              | přesunuto z ABC (1991–1997)                                           |
| Style & Substance                      | —                            | 1998                             | 1998                              |                                                                       |
| The Closer                             | —                            | 1998                             | 1998                              |                                                                       |
| The Simple Life                        | —                            | 1998                             | 1998                              |                                                                       |
| The Brian Benben Show                  | —                            | 1998                             | 1998                              |                                                                       |
| The King of Queens                     | Dva z Queensu                | 1998                             | 2007                              |                                                                       |
| Maggie Winters                         | —                            | 1998                             | 1999                              |                                                                       |
| Becker                                 | —                            | 1998                             | 2004                              |                                                                       |
| Payne                                  | —                            | 1999                             | 1999                              |                                                                       |
| Ladies Man                             | —                            | 1999                             | 2001                              |                                                                       |
| Work with Me                           | —                            | 1999                             | 1999                              |                                                                       |
| Love & Money                           | —                            | 1999                             | 2000                              |                                                                       |
| Grapevine                              | —                            | 2000                             | 2000                              |                                                                       |
| Yes, Dear                              | Ano, drahoušku               | 2000                             | 2006                              |                                                                       |
| Bette                                  | —                            | 2000                             | 2001                              |                                                                       |
| Welcome to New York                    | —                            | 2000                             | 2001                              |                                                                       |
| Some of My Best Friends                | —                            | 2001                             | 2001                              |                                                                       |
| The Ellen Show                         | —                            | 2001                             | 2002                              |                                                                       |
| Baby Bob                               | —                            | 2002                             | 2003                              |                                                                       |
| Still Standing                         | —                            | 2002                             | 2006                              |                                                                       |
| My Big Fat Greek Life                  | Můj velký tlustý řecký život | 2003                             | 2003                              |                                                                       |
| Charlie Lawrence                       | —                            | 2003                             | 2003                              |                                                                       |
| Two and a Half Men                     | Dva a půl chlapa             | 2003                             | 2015                              |                                                                       |
| The Stones                             | —                            | 2004                             | 2004                              |                                                                       |
| Listen Up!                             | —                            | 2004                             | 2005                              |                                                                       |
| Center of the Universe                 | Hlava rodiny                 | 2004                             | 2005                              |                                                                       |
| How I Met Your Mother                  | Jak jsem poznal vaši matku   | 2005                             | 2014                              |                                                                       |
| Out of Practice                        | Tak trochu mimo              | 2005                             | 2006                              |                                                                       |
| Courting Alex                          | —                            | 2006                             | 2006                              |                                                                       |
| The New Adventures of Old Christine    | Nové trable staré Christine  | 2006                             | 2010                              |                                                                       |
| The Class                              | Spolužáci                    | 2006                             | 2007                              |                                                                       |
| Rules of Engagement                    | Pravidla zasnoubení          | 2007                             | 2013                              |                                                                       |
| The Big Bang Theory                    | Teorie velkého třesku        | 24. září 2007                    | 16. května 2019                   |                                                                       |
| Welcome to The Captain                 | —                            | 2008                             | 2008                              |                                                                       |
| Worst Week                             | Můj nejhorší týden           | 2008                             | 2009                              |                                                                       |
| Gary Unmarried                         | —                            | 2008                             | 2010                              |                                                                       |
| Accidentally on Purpose                | Mluvme o sexu                | 2009                             | 2010                              |                                                                       |
| Mike & Molly                           | Mike a Molly                 | 2010                             | 2016                              |                                                                       |
| $#*! My Dad Says                       | —                            | 2010                             | 2011                              |                                                                       |
| Mad Love                               | —                            | 2011                             | 2011                              |                                                                       |
| 2 Broke Girls                          | 2 $ocky                      | 2011                             | 2017                              |                                                                       |
| How to Be a Gentleman                  | —                            | 2011                             | 2012                              |                                                                       |
| Rob                                    | —                            | 2012                             | 2012                              |                                                                       |
| Partners                               | Parťáci                      | 2012                             | 2012                              |                                                                       |
| Mom                                    | Máma                         | 23. září 2013                    | 13. května 2021                   |                                                                       |
| The Crazy Ones                         | —                            | 2013                             | 2014                              |                                                                       |
| We Are Men                             | —                            | 2013                             | 2013                              |                                                                       |
| The Millers                            | Millerovi                    | 2013                             | 2015                              |                                                                       |
| Friends with Better Lives              | —                            | 2014                             | 2014                              |                                                                       |
| Bad Teacher                            | Zkažená úča                  | 2014                             | 2014                              |                                                                       |
| The McCarthys                          | —                            | 2014                             | 2015                              |                                                                       |
| The Odd Couple                         | Správná dvojka               | 2015                             | 2017                              |                                                                       |
| Life in Pieces                         | Rodinka na kousky            | 21. září 2015                    | 27. června 2019                   |                                                                       |
| Angel from Hell                        | —                            | 2016                             | 2016                              |                                                                       |
| Kevin Can Wait                         | Kevin si počká               | 2016                             | 2018                              |                                                                       |
| Man with a Plan                        | —                            | 24. října 2016                   | 11. června 2020                   |                                                                       |
| The Great Indoors                      | —                            | 2016                             | 2017                              |                                                                       |
| Superior Donuts                        | —                            | 2017                             | 2018                              |                                                                       |
| Me, Myself & I                         | —                            | 2017                             | 2018                              |                                                                       |
| Young Sheldon                          | Malý Sheldon                 | 25. září 2017                    | 16. května 2024                   |                                                                       |
| 9JKL                                   | —                            | 2017                             | 2018                              |                                                                       |
| Living Biblically                      | —                            | 2018                             | 2018                              |                                                                       |
| Happy Together                         | —                            | 1. října 2018                    | 14. ledna 2019                    |                                                                       |
| Fam                                    | —                            | 10. ledna 2019                   | 11. dubna 2019                    |                                                                       |
| Bob Hearts Abishola                    | Bob miluje Abisholu          | 23. září 2019                    | 6. května 2024                    |                                                                       |
| Carol's Second Act                     | —                            | 26. září 2019                    | 12. března 2020                   |                                                                       |
| The Unicorn                            | —                            | 26. září 2019                    | 18. března 2021                   |                                                                       |
| Broke                                  | —                            | 2. dubna 2020                    | 25. června 2020                   |                                                                       |
| B Positive                             | —                            | 5. listopadu 2020                | 10. března 2022                   |                                                                       |
| United States of Al                    | —                            | 1. dubna 2021                    | 19. května 2022                   |                                                                       |
| How We Roll                            | —                            | 31. března 2022                  | 19. května 2022                   |                                                                       |

### Dětské animované seriály
| Orig. název                   | Český název       | Od           | Do                | Poznámky |
| ----------------------------- | ----------------- | ------------ | ----------------- | -------- |
| The Alvin Show                | —                 | 1961         | 1969              |          |
| Where's Huddles?              | —                 | 1970         | 1970              |          |
| The Tom and Jerry Comedy Show | —                 | 6. září 1980 | 12. prosince 1980 |          |
| Fish Police                   | Rybí policie      | 1992         | 1992              |          |
| Family Dog                    | —                 | 1993         | 1993              |          |
| Creature Comforts             | Zvířátka v pohodě | 2007         | 2007              |          |

### Telenovely
| Orig. název                     | Od   | Do   | Poznámky                     |
| ------------------------------- | ---- | ---- | ---------------------------- |
| As the World Turns              | 1956 | 2010 |                              |
| The Brighter Day                | 1954 | 1962 |                              |
| Capitol                         | 1982 | 1987 |                              |
| The Clear Horizon               | 1960 | 1962 |                              |
| The Edge of Night               | 1956 | 1975 | přesunuto na ABC (1975–1984) |
| The Egg and I                   | 1951 | 1952 |                              |
| The First Hundred Years         | 1950 | 1952 |                              |
| Full Circle                     | 1960 | 1961 |                              |
| Guiding Light                   | 1952 | 2009 |                              |
| Love Is a Many Splendored Thing | 1967 | 1973 |                              |
| Love of Life                    | 1951 | 1980 |                              |
| Portia Faces Life               | 1954 | 1955 |                              |
| The Road of Life                | 1954 | 1955 |                              |
| Search for Tomorrow             | 1951 | 1982 | přesunuto na NBC (1982–1986) |
| The Secret Storm                | 1954 | 1974 |                              |
| Valiant Lady                    | 1953 | 1957 |                              |
| Where the Heart Is              | 1969 | 1973 |                              |
| Woman with a Past               | 1954 | 1954 |                              |